# Orquestra Sinfônica de Montenegro
A Orquestra Sinfônica de Montenegro (Crnogorski simfonijski orkestar/Црногорски симфонијски оркестар) começou seus trabalhos em
2007. O repertório da Orquestra Sinfônica Montenegrina inclui obras de várias características estilísticas da música barroca à criação contemporânea. O diretor musical e maestro principal da Orquestra Sinfónica Montenegrina é o maestro russo Grigory Krasko.

## História
O primeiro maestro da Orquestra Sinfônica Montenegrina foi o jovem artista russo Alexei Shatski, que veio para Montenegro como assistente do lendário Vladimir Fedoseyev.